# Elecciones presidenciales de Irán de 2005
Las elecciones presidenciales se celebraron en Irán el 17 de junio de 2005, con una segunda vuelta el 24 de junio. Mohammad Jatamí, el anterior presidente de Irán, renunció el 2 de agosto de 2005, después de cumplir su máximo de dos mandatos consecutivos de cuatro años según la constitución de la República Islámica. La elección condujo a la victoria de Mahmud Ahmadineyad, el alcalde de línea dura de Teherán, con el 19,48% de los votos en la primera vuelta y el 61,69% en la segunda. Los factores que se cree que contribuyeron a la victoria de Ahmadineyad incluyen la movilización de redes de mezquitas y votantes conservadores de línea dura, y un voto de protesta contra la élite corrupta y a favor de "nueva sangre política". Un partidario leal del líder supremo conservador Alí Jamenei, Ahmadinejad besó la mano del líder durante su ceremonia de autorización. Los funcionarios informaron una participación de alrededor del 59% de los 47 millones de votantes registrados de Irán, una disminución del 63% de participación informado en la primera vuelta una semana antes.

## Resultados
Los resultados fueron:
| Candidato                                | Primera vuelta | Primera vuelta | Segunda vuelta | Segunda vuelta |
| Candidato                                | Votos          | %              | Votos          | %              |
| ---------------------------------------- | -------------- | -------------- | -------------- | -------------- |
| Mahmud Ahmadineyad                       | 5,711,696      | 19.43          | 17,284,782     | 61.69          |
| Akbar Hashemí Rafsanyaní                 | 6,211,937      | 21.13          | 10,046,701     | 35.93          |
| Mehdí Karrubí                            | 5,070,114      | 17.24          |                |                |
| Mohammad Baqer Qalibaf                   | 4,095,827      | 13.93          |                |                |
| Mostafa Moeen                            | 4,083,951      | 13.89          |                |                |
| Alí Lariyaní                             | 1,713,810      | 5.83           |                |                |
| Mohsen Mehralizadeh                      | 1,288,640      | 4.38           |                |                |
| Votos blancos o nulos                    | 1,224,882      | 4.17           | 663,770        | 2.37           |
| Total (participación del 62.66% y 59.6%) | 29,400,857     | 100            | 27,959,253     | 100            |